# Seznam jezer v Rakousku
Rakouská jezera (německy jezero – -see dohromady se jménem nebo See zvlášť). Tabulka neobsahuje rakouské přehrady a je seřazena podle rozlohy (10 největších).

## Větší než 10km²
| jezero            | německy         | spolková země             | rozloha (km²) | hloubka (m) | poloha (m n. m.) | odtok (povodí)               |
| ----------------- | --------------- | ------------------------- | ------------- | ----------- | ---------------- | ---------------------------- |
| Neziderské jezero | Neusiedler See  | Burgenland                | 250,25        | 1,8         | 115,5            | Einserkanal                  |
| Bodamské jezero   | Bodensee        | Vorarlbersko              | 58,62         | 254         | 395              | Rýn                          |
| Atterské jezero   | Attersee        | Horní Rakousy             | 47,0          | 171         | 467              | Ager                         |
| Traunsee          | Traunsee        | Horní Rakousy             | 24,5          | 191         | 423              | Traun                        |
| Wörthersee        | Wörthersee      | Korutany                  | 19,4          | 85,2        | 439              | Glanfurt/Sattnitz do Glany   |
| Mondsee           | Mondsee         | Horní Rakousy             | 14,2          | 68          | 481              | Seeache do Atterského jezera |
| Halštatské jezero | Hallstätter See | Horní Rakousy             | 13,5          | 125         | 508              | Traun                        |
| Millstätter See   | Millstätter See | Korutany                  | 13,0          | 147         | 588              | Seebach do Lieseru           |
| Wolfgangsee       | Wolfgangsee     | Salcbursko, Horní Rakousy | 12,8          | 114         | 538              | Ischl do Traunu              |
| Ossiacher See     | Ossiacher See   | Korutany                  | 10,5          | 52          | 501              | Seebach do Drávy             |
| Lange Lacke       | Lange Lacke     | Burgenland                | 10,0          | 0,8         | ?                | ?                            |

## Menší než 10km²
- Achensee 680 ha (Tyrolsko)
- Weißensee 650 ha (Korutany)
- Wallersee 580 ha (Salcbursko)
- Obertrumer See 490 ha (Salcbursko)
- Zeller See 430 ha (Salcbursko)
- Grundlsee 422 ha (Štýrsko)
- Mattsee 360 ha (Salcbursko)
- Irrsee 350 ha (Horní Rakousy)
- Plansee 287 ha (Tyrolsko)
- Fuschlsee 270 ha (Salcbursko)
- Keutschacher See 270 ha (Korutany)
- Faakersee 220 ha (Korutany)
- Neufelder See 216 ha (Burgenland)
- Altausseer See 210 ha (Štýrsko)
- Heiterwanger See 137 ha (Tyrolsko)
- Grabensee 130 ha (Salcbursko)
- Zicksee 120 ha (Burgenland)
- Klopeiner See 110 ha (Korutany)
- Walchsee 95 ha (Tyrolsko)
- Almsee 90 ha (Horní Rakousy)
- Längsee 75 ha (Korutany)
- Lunzer See 60 ha (Dolní Rakousy)
- Vorderer Gosausee 60 ha (Horní Rakousy)
- Erlaufsee 58 ha (Dolní Rakousy)
- Hintersteiner See 56 ha (Tyrolsko)
- Leopoldsteinersee 50 ha (Štýrsko)
- Toplitzsee 50 ha (Štýrsko)
- Afritzer See 40 ha (Korutany)
- Pichlinger See 31 ha (Horní Rakousy)
- Hechtsee 28 ha (Tyrolsko)
- Großer Ödsee 20 ha (Horní Rakousy)
- Gleinkersee 15 ha (Horní Rakousy)